# Белилиос, Эмануэль Рафаэль

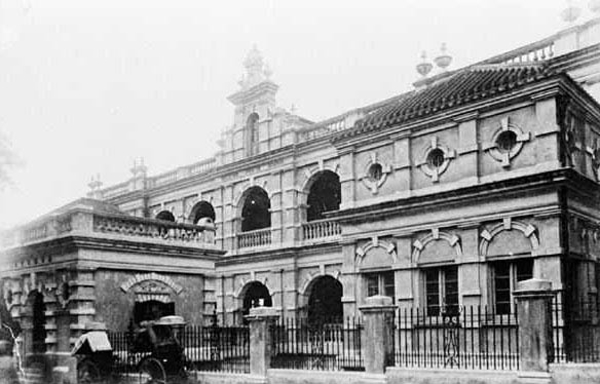
Школа Белилиоса, 1897 год

Эмануэль Рафаэль Белилиос (Emanuel Raphael Belilios, 庇理羅士, 14 ноября 1837 года, Калькутта — 11 ноября 1905 года, Лондон) — британский предприниматель еврейского происхождения, разбогатевший на торговле опиумом в Британском Гонконге, мировой судья, член Законодательного совета Гонконга (1881—1882, 1892—1900) и рыцарь ордена Святого Михаила и Святого Георгия. 

## Биография
Эмануэль Белилиос родился в 1837 году в Калькутте в семье Рафаэля Белилиоса — венецианского сефарда, сделавшего карьеру в Британской Индии. В 1855 году Эмануэль женился на Симхе Эзре и в 1862 году переехал в Гонконг, где занялся оптовой торговлей опиумом.
В 1873 году Белилиос возглавил The Hongkong Hotel Company, которая позже положила начало компании Hongkong and Shanghai Hotels, в 1876–1877 годах являлся председателем совета директоров The Hongkong and Shanghai Banking Corporation.
Белилиос поддерживал связи с британским премьер-министром Бенджамином Дизраэли, и в 1878 году построил в Гонконге особняк Beaconsfield Arcade, названный в честь Дизраэли, графа Биконсфилда. Также Белилиосу принадлежал особняк Французской миссии, ранее служивший домом для губернаторов Генри Поттинджера и Джона Фрэнсиса Дэвиса. В 1881 году Белилиос стал неофициальным членом Законодательного совета Гонконга (в 1892—1900 годах занимал пост старшего неофициального члена совета).
Белилиос являлся видным филантропом Гонконга, в 1887 и 1888 годах он выделял ежегодные стипендии студентам Гонконгского медицинского колледжа для китайцев и практикантам в больнице Элис-Мемориал. В 1889 году Белилиос пожертвовал 25 тыс. долларов на открытие Центральной школы для девочек. Эмануэль Рафаэль Белилиос скончался в Лондоне в 1905 году.

## Семья
Его сын Рафаэль Белилиос («Билли») был видным британским адвокатом, женатым на дочери влиятельного предпринимателя и политика сэра Исраэля Харта. Брат Эмануэля Белилиоса Аарон (1842—1898) также занимался коммерцией. Сын Аарона и племянник Эмануэля, Рафаэль Аарон Белилиос (1873—1929), был выдающимся доктором-окулистом в Гонконге и Шанхае.
Известный британский актёр Макс Мингелла является праправнуком Эмануэля Белилиоса по материнской линии (его мать Кэролайн Джейн Чоа родилась в Гонконге).

## Память и наследие
Именем Эмануэля Белилиоса названа первая государственная школа для девочек (Belilios Public School, 庇理羅士女子中學), основанная в Гонконге в 1890 году.